# 牧田和弥
牧田 和弥（まきた かずや、1972年3月4日 - ）は、日本中央競馬会 (JRA) ・栗東トレーニングセンターに所属する元騎手の調教師。

## 来歴

### 騎手時代
1990年、JRA競馬学校を第6期生として卒業して騎手免許を取得し、中村好夫厩舎からデビュー。同期には江田照男、浜野谷憲尚らがいる。
平地競走初騎乗は1990年3月3日、阪神競馬第2競走のヤマノタイカイで、8頭立ての3着。
平地初勝利は1990年3月18日の阪神競馬第1競走のヤマノタイカイで挙げた。デビュー8戦目でのことだった。
障害競走初騎乗は1995年1月8日、京都競馬第5競走のスーパークレネットだったが、競走中止。
障害初勝利は1995年2月11日の京都競馬第5競走のダイカツストームで挙げた。
1991年3月17日、中京記念でミヤジペガサスに騎乗し平地重賞初騎乗（11着）。
1995年9月3日、新潟3歳ステークスでタヤスダビンチに騎乗し平地重賞初制覇。
1995年9月16日、京都障害ステークス（秋）でロングシリウスに騎乗し障害重賞初騎乗（競走中止）。
1999年9月25日、阪神ジャンプステークスでヒサコーボンバーに騎乗し障害重賞初制覇。
2005年3月20日をもって騎手免許を返上し引退。加藤敬二厩舎の調教助手に転身した。

### 調教師時代
2010年2月に調教師免許試験に合格。3月1日より技術調教師として活動。
2011年3月1日付けにて調教師として新規開業（栗東:馬房数12）。
2016年2月20日、トゥインクルがダイヤモンドステークスを勝利し調教師として重賞初制覇。
2017年11月19日、京都10Rでアンドリエッテが1着となり、現役154人目となるJRA通算100勝を達成。 
2023年4月15日、イロゴトシが中山グランドジャンプを勝利しGI級競走初制覇を達成。
2024年8月24日、中京3Rをエブリモーメントで制し、現役109人目となるJRA通算200勝を3589戦目で達成した。

## 騎手成績
| 通算成績 | 1着 | 2着 | 3着 | 騎乗数 | 勝率 | 連対率 |
| -------- | --- | --- | --- | ------ | ---- | ------ |
| 平地     | 106 | 118 | 121 | 2073   | .051 | .108   |
| 障害     | 16  | 16  | 12  | 180    | .089 | .178   |
| 計       | 122 | 134 | 133 | 2253   | .054 | .114   |

|            | 日付           | 競馬場・開催  | 競走名     | 馬名           | 頭数 | 人気 | 着順 |
| ---------- | -------------- | ------------- | ---------- | -------------- | ---- | ---- | ---- |
| 初騎乗     | 1990年3月3日   | 2回阪神3日2R  | 3歳未勝利  | ヤマノタイカイ | 8頭  | 3    | 3着  |
| 初勝利     | 1990年3月18日  | 2回阪神8日1R  | 3歳未勝利  | ヤマノタイカイ | 9頭  | 1    | 1着  |
| 重賞初騎乗 | 1991年3月17日  | 2回小倉8日11R | 中京記念   | ミヤジペガサス | 16頭 | 10   | 11着 |
| 重賞初勝利 | 1995年9月3日   | 1回新潟8日11R | 新潟3歳S   | タヤスダビンチ | 10頭 | 3    | 1着  |
| GI初騎乗   | 1995年12月10日 | 5回中山4日11R | 朝日杯3歳S | タヤスダビンチ | 12頭 | 9    | 5着  |

### 主な騎乗馬
- タヤスダビンチ（1995年新潟3歳ステークス）
- ヒサコーボンバー（1999年阪神ジャンプステークス）
- マグマライフ（2002年阪神スプリングジャンプ）
- テイエムトキメキ（2003年たんぽぽ賞[注 1]）

その他
- アクティブバイオ
- アワパラゴン
- フジノマッケンオー
- ヤマノタンポポ

## 調教師成績
|            | 日付           | 競馬場・開催  | 競走名               | 馬名               | 頭数 | 人気 | 着順 |
| ---------- | -------------- | ------------- | -------------------- | ------------------ | ---- | ---- | ---- |
| 初出走     | 2011年3月5日   | 1回阪神3日8R  | 4歳上500万下         | ガイーヌ           | 8頭  | 7    | 7着  |
| 初勝利     | 2011年3月26日  | 2回阪神1日4R  | 障害4歳上未勝利      | ヒカリアライブ     | 14頭 | 6    | 1着  |
| 重賞初出走 | 2011年6月11日  | 3回東京7日8R  | 東京ジャンプS        | ヒカリアライブ     | 14頭 | 3    | 10着 |
| 重賞初勝利 | 2016年2月20日  | 1回東京7日11R | ダイヤモンドS        | トゥインクル       | 16頭 | 4    | 1着  |
| GI初出走   | 2012年11月11日 | 5回京都4日11R | エリザベス女王杯     | メルヴェイユドール | 16頭 | 16   | 6着  |
| JGI初勝利  | 2023年4月15日  | 3回中山7日11R | 中山グランドジャンプ | イロゴトシ         | 10頭 | 6    | 1着  |

### 主な管理馬
※括弧内は当該馬の優勝重賞競走、太字はGI級競走。
- トゥインクル（2016年ダイヤモンドステークス）
- ロンドンタウン（2017年佐賀記念、エルムステークス、コリアカップ、2018年コリアカップ）
- アンドリエッテ（2018年マーメイドステークス）
- イロゴトシ（2023年・2024年中山グランドジャンプ）
- エイヨーアメジスト（2025年たんぽぽ賞）

- 出典：[7]